# Roczegda
Roczegda (ros. Рочегда) – osiedle w Rosji, w obwodzie archangielskim, w rejonie winogradowskim. W 2010 liczyło 1989 mieszkańców.